# The Last Tormentor
The Last Tormentor prvi je EP norveškog black metal-sastava Gorgoroth. Diskografska kuća Malicious Records objavila ga je u listopadu 1996. Snimljen je uživo 23. svibnja 1996. u Maximeu u norveškom gradu Bergenu.

## Popis pjesama
| 1. | »Revelation of Doom« | 3:19 |

| Strana B – Side Underground | Strana B – Side Underground | Strana B – Side Underground | Strana B – Side Underground | Strana B – Side Underground | Strana B – Side Underground | Strana B – Side Underground | Strana B – Side Underground | Strana B – Side Underground | Strana B – Side Underground |
| Br.                         | Skladba                     | Trajanje                    |                             |                             |                             |                             |                             |                             |                             |
| --------------------------- | --------------------------- | --------------------------- | --------------------------- | --------------------------- | --------------------------- | --------------------------- | --------------------------- | --------------------------- | --------------------------- |
| 2.                          | »Ritual«                    | 3:26                        |                             |                             |                             |                             |                             |                             |                             |
| 6:45                        |                             |                             |                             |                             |                             |                             |                             |                             |                             |

## Zasluge
Gorgoroth
- Ares – bas-gitara
- Grim – bubnjevi
- Infernus – gitara
- Pest – vokal

Ostalo osoblje
- SST – mastering